# Molí de Fórnols
El Molí de Fórnols és un molí de la Vansa i Fórnols (Alt Urgell) protegit com a Bé Cultural d'Interès Local.

## Descripció
Els molins d'Adraén, Cornellana i Fórnols són els tres principals molins de la Vansa i Fórnols. Es tracta de tres edificis mixtes, que comparteixen la residència del moliner i el molí pròpiament dit. Tots tres són molins fariners que posteriorment es van adaptar a la producció elèctrica. Són de propietat municipal.
El molí de Fórnols es troba a la riba dreta del riu de la Vansa.
Conjunt format per dos edificis en força mal estat. L'edifici més occidental és d'un sol pis i de planta rectangular, orientada en sentit est-oest. Presenta una coberta a doble vessant i murs arrebossats amb morter de calç. El molí fariner, malgrat les petites dimensions, també feia les funcions d'habitatge. La meitat oriental de l'edifici s'ensorrà per l'acció dels aiguats de 1982 i les moles i el carcabà van quedar colgat.
L'edifici més oriental és de planta quadrangular, de dos pisos. El superior és format per quatre pilars d'obra que sostenen un trebol de fusta i una coberta de teula d'una sola vessant amb el pendent orientat a nord. El tancament és d'obra i de fusta, tot i que hi ha una part que és oberta. És un edifici més modern que l'anterior, el qual fou construït per encabir-hi un molí elèctric per a la producció de llum. Així mateix, tenia una ferreria a la planta baixa. Igual que el molí fariner, el molí elèctric de Fórnols resultà molt afectat pels aiguats de 1982.